# Jeroen Dijsselbloem
Jeroen René Victor Anton Dijsselbloem ([jəˈrun ˈdɛi̯səlblum]; 29 de marzo de 1966) es un político neerlandés del Partido del Trabajo (PvdA). Es el Ministro de Finanzas en el segundo gabinete de gobierno de Mark Rutte desde el 5 de noviembre de 2012, el presidente del Eurogrupo desde el 21 de enero de 2013, y presidente del Consejo de Gobernadores del Mecanismo Europeo de Estabilidad (ESM) desde el 11 de febrero de 2013.
Dijsselbloem estudió ciencias económicas aplicadas a la agricultura en la Universidad de Wageningen (1985-1991). Sirvió como consejero municipal de Wageningen (1994-1997) y como miembro de la Casa de Representantes de los Países Bajos (2000-2002; 2002-2012). En 2007, dirigió una investigación parlamentaria sobre la reforma de la educación.

## Primeros años y educación
Nació el 29 de marzo de 1966 en Eindhoven, Países Bajos. Sus padres trabajaban en el sector de la educación, su padre como profesor de inglés y su madre como profesora de primaria. Creció en la confesión católica.
Dijsselbloem fue a la escuela primaria católica en Son en Breugel y a la escuela secundaria católica Eckartcollege (1978-1985) en Eindhoven. Estudió economía aplicada a la agricultura en la Universidad de Wageningen (1985-1991), especializándose en económicas empresariales, política agrícola, e historia social y económica, por el que recibió la graduación académica de ingeniero en 1991, que es equivalente al grado de máster en Ciencias. Dijsselbloem realizó un máster de investigación en economía de la empresa en el Colegio Universitario de Cork (University College Cork) (1991) en Irlanda, aunque no recibió la graduación por esta universidad.

## Política
En 1985, Dijsselbloem se convirtió en miembro del Partido Laborista holandés (PvdA).
Desde 1993 a 1996 trabajó en el grupo parlamentario del Partido del Trabajo. Desde 1994 a 1996 fue miembro del consejo municipal de Wageningen. Desde 1996 a 2000 trabajó para el Ministerio de Agricultura bajo el ministro Jozias van Aartsen y el Secretario de Estado Geke Faber.

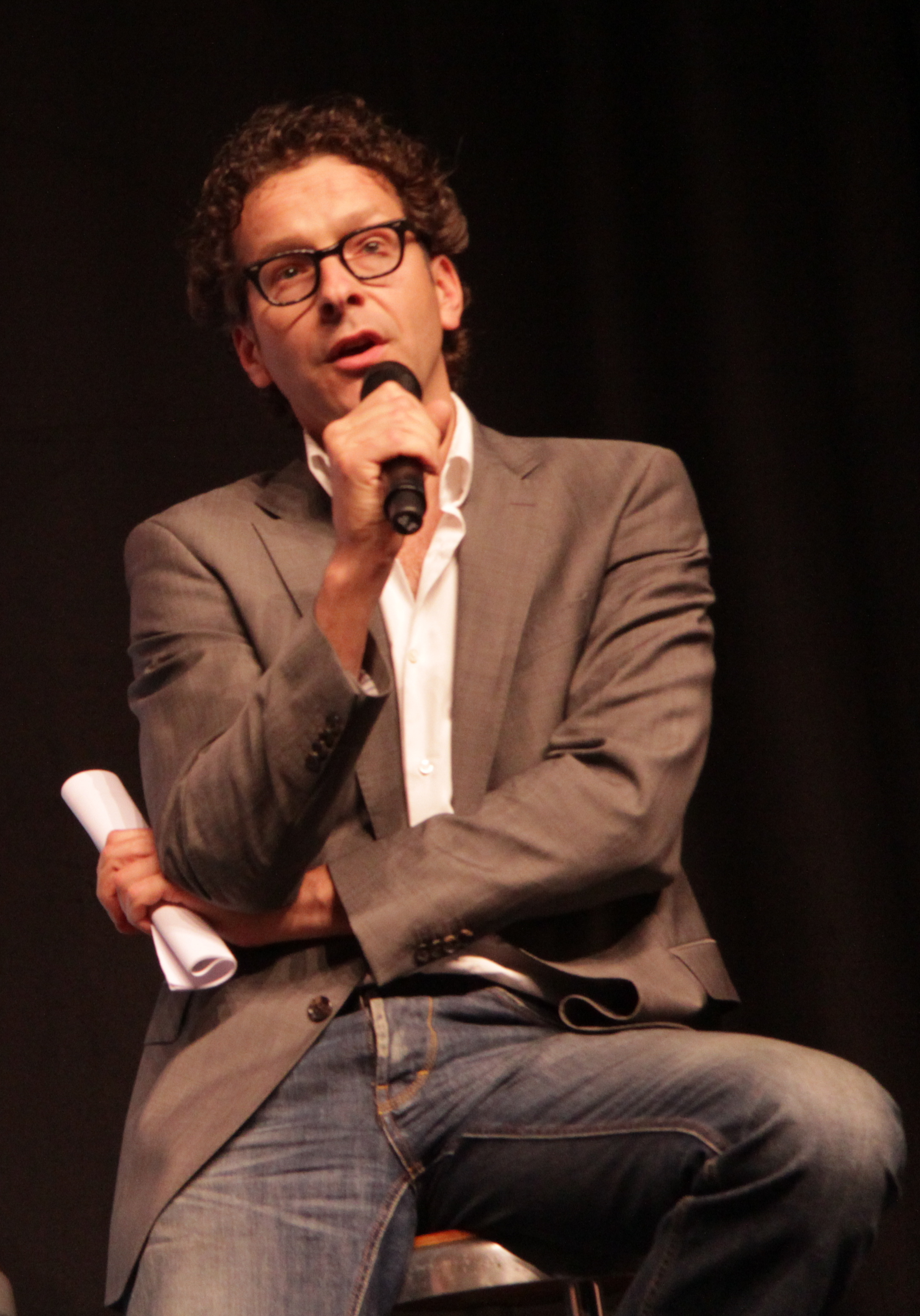
Jeroen Dijsselbloem en mayo de 2012.

Desde 2000 a 2012, Dijsselbloem fue miembro del parlamento por el Partido Laborista, con un breve periodo de interrupción después de las elecciones generales de 2002 cuando el Partido Laborista sufrió una severa derrota. En 2007, llevó una investigación parlamentaria sobre la reforma educativa. Se centró en las materias de cuidado de la juventud, la educación especial y el profesorado. Después de la dimisión de Job Cohen como líder del partido y del grupo parlamentario del Partido Laborista en la Casa de Representantes el 20 de febrero de 2012, Dijsselbloem se convirtió en el líder parlamentario interino, hasta el 20 de marzo de 2012 cuando Diederik Samsom fue elegido como el siguiente líder del Partido Laborista.
Desde el 15 de noviembre de 2012, Dijsselbloem es Ministro de Finanzas del segundo gabinete de gobierno de Mark Rutte. Desde el 21 de enero de 2013, también es presidente del Eurogrupo, una reunión de los ministros de finanzas de la Eurozona, los Estados miembros de la Unión Europea (UE) que han adoptado el Euro como su moneda oficial.
El 1 de febrero de 2013, nacionalizó la institución financiera SNS Reaal, para evitar su bancarrota. Los accionistas y tenedores de deuda subordinada fueron expropiados sin compensación y otros bancos del país deben contribuir a la toma de control con hasta 1000 millones de euros.
En marzo de 2013, Dijsselbloem lideró las negociaciones, conclusiones y subsecuente promoción pública del rescate de Chipre. Atrajo las críticas por el precedente de tomar los balances de los depositarios como parte de los rescates bancarios aunque dijo "Me siento confiado en que los mercados verán [estas medidas] como una aproximación sensible, muy concentrada y directa de un problema más general... Esto obligará a todas las instituciones financieras, así como inversores, a reflexionar sobre los riesgos que están tomando porque ahora tienen que darse cuenta de que esto también puede dañarlos".
En una entrevista publicada por el Frankfurter Allgemeine Zeitung el 20 de marzo de 2017, en relación con las ayudas europeas a los países en crisis del sur de Europa, Dijsselbloem declaró: "como socialdemócrata considero la solidaridad extremadamente importante. Pero quien pide, también tiene obligaciones. No puedo gastarme todo mi dinero en copas y mujeres y seguidamente pedirle su apoyo." Interpelado en el Parlamento Europeo por el eurodiputado español Ernest Urtasun, Dijsselbloem reconoció esas declaraciones y rehusó pedir disculpas por ellas. Otros políticos, especialmente del sur de Europa, manifestaron su rechazo a esas declaraciones.